# Murzynek Bambo
"Murzynek Bambo" (Bambo el niño negro) es un poema para niños escrito por el autor polaco Julian Tuwim (septiembre de 1894 – diciembre de 1953), escrito en 1923 o 1924. Trata de un pequeño niño negro llamado Bambo, que vive en África.

## Sinopsis
El poema es de dieciséis líneas de largo, organizado en ocho pareados haciendo rima. Cuenta la historia de Bambo, un niño africano negro, quien estudia diligentemente en una escuela africana. Cuando regresa a casa, hace payasadas y es reprendido por su madre. Reacciona frunciendo el seño. Cuando su madre le ofrece leche, sale corriendo y sube a un árbol. Su madre le dice que debe darse un baño, pero  él teme volverse blanco. Su madre le encanta a pesar de todo. El poema termina diciendo que es una lástima que "el negro y feliz Bambo" no vaya a la escuela con nosotros.

## Significado deMurzynek
El poema se refiere a Bambo como murzynek, el diminutivo de murzyn. Murzynek Puede ser traducido al español en una variedad de maneras, como "niño negro" o "negrito". La palabra "murzyn", la cual en la opinión de muchos polacos, incluyendo académicos, no es ofensiva, es vista por algunas personas negras como discriminatoria y despectiva. Etimológicamente, "murzyn" proviene de la misma raíz que la palabra en inglés para moro.

## Análisis
El poema le es familiar a la mayoría de los niños polacos pero ha sido acusado recientemente de promover una visión estereotípica y degradante los africanos.
Otros argumentan que el poema tendría que ser visto en el contexto de su tiempo, y que los comentaristas no tendrían que hacer un análisis tan profundo. El periodista Adam Kowalczyk dice que él "no se convirtió en un racista" debido a que leyó el poema. Una lectora de la Gazeta Wyborcza, Ewa Trzeszczkowska describe en una carta como se identifica con Bambo: "Para mí, este trabajo era y es una historia alegre sobre un chico travieso de un país distante y exótico, que, a pesar de ser tan distante – tanto el país como el chico – también es similar a mí. Tiene una alegría por la vida qué está expresado, entre otros maneras, en la escalada de los árboles (yo los escalaba también), y tiene una nota leve de rebeldía, independencia, libertad. Lo cual era y es cercano a mí!" De hecho,  afirma que no sospecha que "el autor de estas palabras haya tenido malas intenciones", aunque admite haber sentido incomodidad al leer que Bambo le teme a los baños porque podría convertirse en blanco.